# Eloi Meulenberg
Eloi Meulenberg (Jumet, 22 de setembre de 1912 - Jumet, Charleroi, 26 de febrer de 1989) va ser un ciclista belga que fou professional entre 1934 i 1958.
De les 41 victòries que assolí al llarg de la seva carrera esportiva destaca, per sobre les altres, el Campionat del Món de ciclisme de 1937.

## Palmarès
- 1934
  - Vencedor d'una etapa del Circuit de l'Oest
- 1935
  - 1r del Gran Premi de Fourmies
- 1936
  - 1r de la París-Brussel·les
  - Vencedor de 2 etapes del Tour de França
- 1937
  -  Campió del Món de ciclisme
  - 1r de la Lieja-Bastogne-Lieja
  - 1r del Gran Premi de Vilvoorde
  - 1r a Bergen op Zoom
  - 1r del Critèrium de Brussel·les
  - 1r del Critèrium d'Oostende
  - 1r del Critèrium de Zuric
  - 1r del Gran Premi del Tour de França
  - 1r del Gran Premi d'Yverdon
  - Vencedor de 4 etapes del Tour de França
  - Vencedor d'una etapa de la Volta a Bèlgica[3]
- 1938
  - 1r del Gran Premi d'Auvelais
  - 1r del Critèrium de Namur
  - Vencedor de 3 etapes del Tour de França
- 1939
  - Campió d'Hainaut
  - 1r de la Nancy-Vosges-Nancy
- 1942
  - 1r a Marcinelle
  - 1r a Seraing
- 1943
  - 1r al Grote Scheldeprijs
  - 1r del Campionat de Brabant
  - 1r del Gran Premi d'Ougrée
  - 1r del Premi Albert Jordens
  - 1r del Gran Premi de Brussel·les
- 1945
  - 1r a Bonheiden
  - 1r a Châtelinau
  - 1r del Gran Premi de la Victòria de Brussel·les
  - 1r a Jambes
  - 1r a Keumiée
  - 1r a la Volta a Limburg
  - 1r a Wanze
  - 1r a Wavre

### Resultats del Tour de França
- 1936. 34è de la classificació general i vencedor de 2 etapes
- 1937. Abandona (17a etapa). Vencedor de 4 etapes
- 1938. Abandona (12a etapa). Vencedor de 3 etapes
- 1939. Abandona (9a etapa)